# Callyna thomae
Callyna thomae är en fjärilsart som beskrevs av Louis Beethoven Prout 1927. Callyna thomae ingår i släktet Callyna och familjen nattflyn. Inga underarter finns listade i Catalogue of Life.